# 19955 Hollý
19955 Hollý là một tiểu hành tinh vành đai chính với chu kỳ quỹ đạo là 1960.8690070 ngày (5.37 năm).
Nó được phát hiện ngày 28 tháng 11 năm 1984.